# Il filo rosso (singolo)
Il filo rosso è un singolo del cantautore italiano Alfa, pubblicato il 18 ottobre 2024 come primo estratto dall'edizione deluxe del terzo album in studio Non so chi ha creato il mondo ma so che era innamorato.

## Descrizione
Il brano, scritto dallo stesso cantante con Tommaso Cassissa, Emanuele Dabbono, Raffaele Trapasso, Giovanni Frisulli, Pietro Posani e Pietro Celona, è prodotto da quest'ultimo e parla di due persone che si sono amate intensamente per poi lasciarsi; in particolare è dedicato alle relazioni a distanza.

## Promozione
L'artista nel mese di settembre aveva pubblicato solo un pezzetto di un minuto della canzone, che nonostante la sua brevità ha avuto molta popolarità tra i social, tuttavia l'artista aveva anche annunciato che la canzone non aveva ancora una seconda strofa, la quale è stata lavorata nei giorni successivi. Giorni prima di pubblicare il singolo, Alfa ha promosso il brano suonandolo a persone sconosciute, chiamandole tramite telefono.

## Video musicale
Il video musicale, diretto da Filiberto Signorello, è stato pubblicato in concomitanza all'uscita del brano attraverso il canale YouTube del cantautore.

## Tracce
Testi di Andrea De Filippi, Emanuele Dabbono, Tommaso Cassissa, musiche di Pietro Posani, Raffaele Trapasso, Pietro Celona.
1. Il filo rosso – 3:07
2. Il filo rosso (live) – 4:21

## Classifiche

### Classifiche settimanali
| Classifica (2025) | Posizione massima |
| ----------------- | ----------------- |
| Italia            | 1                 |

### Classifiche di fine anno
| Classifica (2024) | Posizione |
| ----------------- | --------- |
| Italia            | 88        |